# Kriminalbiologisches Institut der Sicherheitspolizei
Das Kriminalbiologische Institut der Sicherheitspolizei wurde am 21. Dezember 1941 auf Vorschlag Heinrich Himmlers eingerichtet. Die Leitung übernahm Robert Ritter, der zur „rassenkundlichen Erfassung und Sichtung von Zigeunern und Zigeunermischlingen“ gearbeitet und die Rassenhygienische Forschungsstelle am Reichsgesundheitsamt geleitet hatte. Die Diensträume des Kriminalbiologischen Instituts befanden sich im Gebäude des Reichskriminalpolizeiamtes (RKPA) in Berlin, Werderscher Markt 5–6. Kriegsbedingt verlegte das „Kriminalbiologische Zentralinstitut“ seinen Sitz 1943 nach Hřensko/Herrnskretschen; weitere von Robert Ritter geführte Abteilungen und Institute siedelten in andere Ausweichstellen um.
Das Institut hatte die Aufgabe, „die sicherheitspolizeilichen Behörden und Dienststellen in allen einschlägigen Fragen fachmännisch zu beraten und an der Gestaltung und an dem organisatorischen Aufbau dieses neuen und kriegswichtigen Arbeitszweiges der Sicherheitspolizei mitzuwirken.“

## Tätigkeiten
Ritter und seine Mitarbeiter des Kriminalbiologischen Instituts der Sicherheitspolizei begutachteten Jugendliche, die in den Jugendkonzentrationslagern Moringen und Uckermark inhaftiert waren, und teilten sie in „Untaugliche“, „Störer“, „Gelegenheitsversager“, „Dauerversager“, „fraglich Erziehungsfähige“ und „Erziehungsfähige“ ein. Die kriminalbiologische Einschätzung des Instituts entschied darüber, in welchen Block des Jugendschutzlagers der Jugendliche kam.  Die Berichte der Blockführer bildeten dann die Grundlage für eine „kriminalbiologische Prognose“, der zufolge jemand in eine Heil- und Pflegeanstalt eingewiesen oder als Erwachsener in ein Konzentrationslager überstellt wurde. 
Das Institut war beteiligt an den Planungen eines Gesetzes gegen „Gemeinschaftsfremde“, das sich gegen „die Versagergruppe der Arbeitsscheuen und Liederlichen“ und „gemeinschaftsfeindliche Verbrecher und Neigungsverbrecher“ richtete. In einer späten Fassung des – kriegsbedingt nicht mehr umgesetzten – Gesetzentwurfs waren unter anderem Verwahrung von unbestimmter Dauer, Einweisung in ein Konzentrationslager, Sterilisation oder Todesstrafe vorgesehen.  In der Gesetzesbegründung heißt es einleitend:

„Jahrzehntelange Erfahrung zeigt, daß das Verbrechertum sich fortlaufend aus minderwertigen Sippen ergänzt. Die einzelnen Glieder solcher Sippen finden sich immer wieder zu Gliedern ähnlich schlechter Sippen und bewirken dadurch, daß die Minderwertigkeit sich nicht nur von Geschlecht zu Geschlecht vererbt, sondern häufig zum Verbrechertum steigert.“

Das Kriminalbiologische Institut der Sicherheitspolizei sollte die Früherkennung „verbrecherisch veranlagter Menschen“ vorantreiben und die „asozialen und kriminellen Sippschaften“ in einer Kartei erfassen. 

## Vorläufer und Parallel-Institution
Der Direktor des Kriminalbiologischen Instituts der Sicherheitspolizei, Robert Ritter, galt als Experte für anthropologische und genealogische Untersuchungen zur „Zigeunerfrage“ und leitete bereits 1936 eine „Bevölkerungskundliche Forschungsstelle“, die ab 1937 „Rassenhygienische und Bevölkerungskundliche Forschungsstelle“ hieß und unter anderem von der Deutschen Forschungsgemeinschaft gefördert wurde.
Daneben gab es eine „Kriminalbiologische Forschungsstelle“, die als „Abteilung L2“ dem Reichsgesundheitsamt zugeordnet war und seit 1937 von Ferdinand von Neureiter geleitet wurde. Während die Abteilung L1 Statistiken über „Erbkranke und Asoziale“ führte und „Standardverfahren zur Unfruchtbarmachung“ entwickelte, sammelte die Kriminalbiologische Forschungsstelle des Reichsgesundheitsamtes „Erkenntnisse“ über die vermeintlich „zum Verbrechen disponierenden ungünstigen Erbanlagen im Volke“. Die Untersuchungen erstreckten sich auf jugendliche weibliche Kriminelle, Kinder von Sicherungsverwahrten sowie Sittlichkeitsverbrecher und männliche Homosexuelle. Nach der Berufung Neureiters an die Universität Straßburg führte Robert Ritter diese Abteilung ab 1940 weiter unter der Bezeichnung „Rassenhygienische und Kriminalbiologische Forschungsstelle“, die kurz darauf in „Kriminalbiologische Forschungsstelle“ des Reichsgesundheitsamtes umbenannt wurde. Da 1941 Finanzmittel und Freistellung von Personal kaum noch für Forschungen, jedoch noch für wehrwirtschaftliche Zwecke genehmigt wurden, strich Ritter das Wort „Forschungsstelle“ und bezeichnete seine Abteilung beim Reichsgesundheitsamt als „Kriminalbiologisches Institut“.
Das Ende 1941 gegründete Kriminalbiologische Institut der Sicherheitspolizei leitete Ritter in Personalunion. Er nahm dorthin mehrere Mitarbeiter mit, die zuvor im (fast) gleichnamigen Institut beim Reichsgesundheitsamt tätig gewesen waren. Im Dezember 1943 wurde Gerhard Nauck zum Verwaltungsleiter des Kriminalbiologischen Instituts des RKPA ernannt.